# Торрея орехоносная
Торрея орехоносная (лат. Torreya nucifera) — хвойное дерево, произрастающее в южной Японии и на острове Чеджудо, принадлежащем Южной Корее. По-японски дерево называется кая (яп. 榧 или カヤ).
Торрея орехоносная растёт медленно, достигая высоты 15-25 метров при диаметре ствола до 1,5 м. Хвоя вечнозелёная, иголки длиной 2-3 см и шириной около 3 мм. Торрея однодомна, однако как правило на отдельных деревьях вырастают либо в основном мужские, либо женские шишки. Мужские шишки округлы, имеют 5-6 мм в диаметре и располагаются двойным рядом по нижней стороне побега. Женские шишки растут скоплениями по 3-8 штук. Через 18-20 месяцев в шишке созревает единственное семя длиной около 2 см и шириной 1,5 см.

## Использование
Древесина торреи используется для изготовления досок для игры в го и сёги, так как обладает красивым золотисто-жёлтым цветом, однородной текстурой и хорошими звуковыми качествами, позволяющие игрокам ставить камни на доску с характерным щелчком. При этом для изготовления доски нужно дождаться, пока дерево умрёт, и это делает доски крайне дорогими. В качестве замены и для удешевления досок используется древесина ели. В Японии торрея, ставшая редкой в связи с усиленной вырубкой в прошлом, находится под охраной.
Семена торреи маслянистые, с неприятным запахом, съедобны; из них также можно выжимать масло.
В Европе с 1764 года.